# Hrabstwo Fillmore (Minnesota)

Piramida wieku hrabstwa

Hrabstwo Fillmore ze stolicą w Preston znajduje się w południowo-wschodniej części stanu Minnesota, USA. Według danych z roku 2005 zamieszkuje je 21 368 mieszkańców, z czego 98,92% stanowią biali. Nazwa hrabstwa pochodzi od nazwiska Millarda Fillmore, polityka, 13. prezydent USA, urzędującego w latach 1850–1853 z ramienia Partii Wigów. 

## Warunki naturalne
Hrabstwo zajmuje obszar 2233 km² (862 mi²), z czego 2231 km² (861 mi²) to ląd, a 2 km² (1 mi²) woda. Graniczy z 6 innymi hrabstwami: 
- Hrabstwo Winona (północny wschód)
- Hrabstwo Houston (wschód)
- Hrabstwo Winneshiek (południowy wschód)
- Hrabstwo Howard (południowy zachód)
- Hrabstwo Mower (zachód)
- Hrabstwo Olmsted (północny zachód)

### Główne szlaki drogowe
| - U.S. Highway 52 - U.S. Highway 63 - Minnesota State Highway 16 - Minnesota State Highway 30 - Minnesota State Highway 43 - Minnesota State Highway 44 | - Minnesota State Highway 56 - Minnesota State Highway 80 - Minnesota State Highway 74 - Minnesota State Highway 139 - Minnesota State Highway 250 |

## Demografia
Według spisu z 2000 roku hrabstwo zamieszkuje 21 122 osób, które tworzą 8228 gospodarstw domowych oraz 5718 rodzin. Gęstość zaludnienia wynosi 9 osób/km². Na terenie hrabstwa jest 8908 budynków mieszkalnych o częstości występowania wynoszącej 4 budynki/km². Hrabstwo zamieszkuje 98,92% ludności białej, 0,17% ludności czarnej, 0,1% rdzennych mieszkańców Ameryki, 0,15% Azjatów, 0,17% ludności innej rasy oraz 0,49% ludności wywodzącej się z dwóch lub więcej ras, 0,49% ludności to Hiszpanie, Latynosi lub inni. Pochodzenia norweskiego jest 39,9% mieszkańców, 31,1% niemieckiego, a 5,8% irlandzkiego.
W hrabstwie znajduje się 8228 gospodarstw domowych, w których 30,9% stanowią dzieci poniżej 18. roku życia mieszkający z rodzicami, 60,6% małżeństwa mieszkające wspólnie, 6,1% stanowią samotne matki oraz 30,5% to osoby nie posiadające rodziny. 26,6% wszystkich gospodarstw domowych składa się z jednej osoby oraz 14% żyję samotnie i jest powyżej 65. roku życia. Średnia wielkość gospodarstwa domowego wynosi 2,5 osoby, a rodziny 3,05 osoby.
Przedział wiekowy populacji hrabstwa kształtuje się następująco: 26,1% osób poniżej 18. roku życia, 7% pomiędzy 18. a 24. rokiem życia, 25,1% pomiędzy 25. a 44. rokiem życia, 22,5% pomiędzy 45. a 64. rokiem życia oraz 19,4% osób powyżej 65. roku życia. Średni wiek populacji wynosi 40 lat. Na każde 100 kobiet przypada 97,3 mężczyzn. Na każde 100 kobiet powyżej 18. roku życia przypada 95,8 mężczyzn.
Średni dochód dla gospodarstwa domowego wynosi 36 651 dolarów, a średni dochód dla rodziny wynosi 44 883 dolarów. Mężczyźni osiągają średni dochód w wysokości 29 094 dolarów, a kobiety 21 906 dolarów. Średni dochód na osobę w hrabstwie wynosi 17 067 dolarów. Około 6,8% rodzin oraz 10,1% ludności żyje poniżej minimum socjalnego, z tego 14,4% poniżej 18 roku życia oraz 11,2% powyżej 65. roku życia.

## Miasta

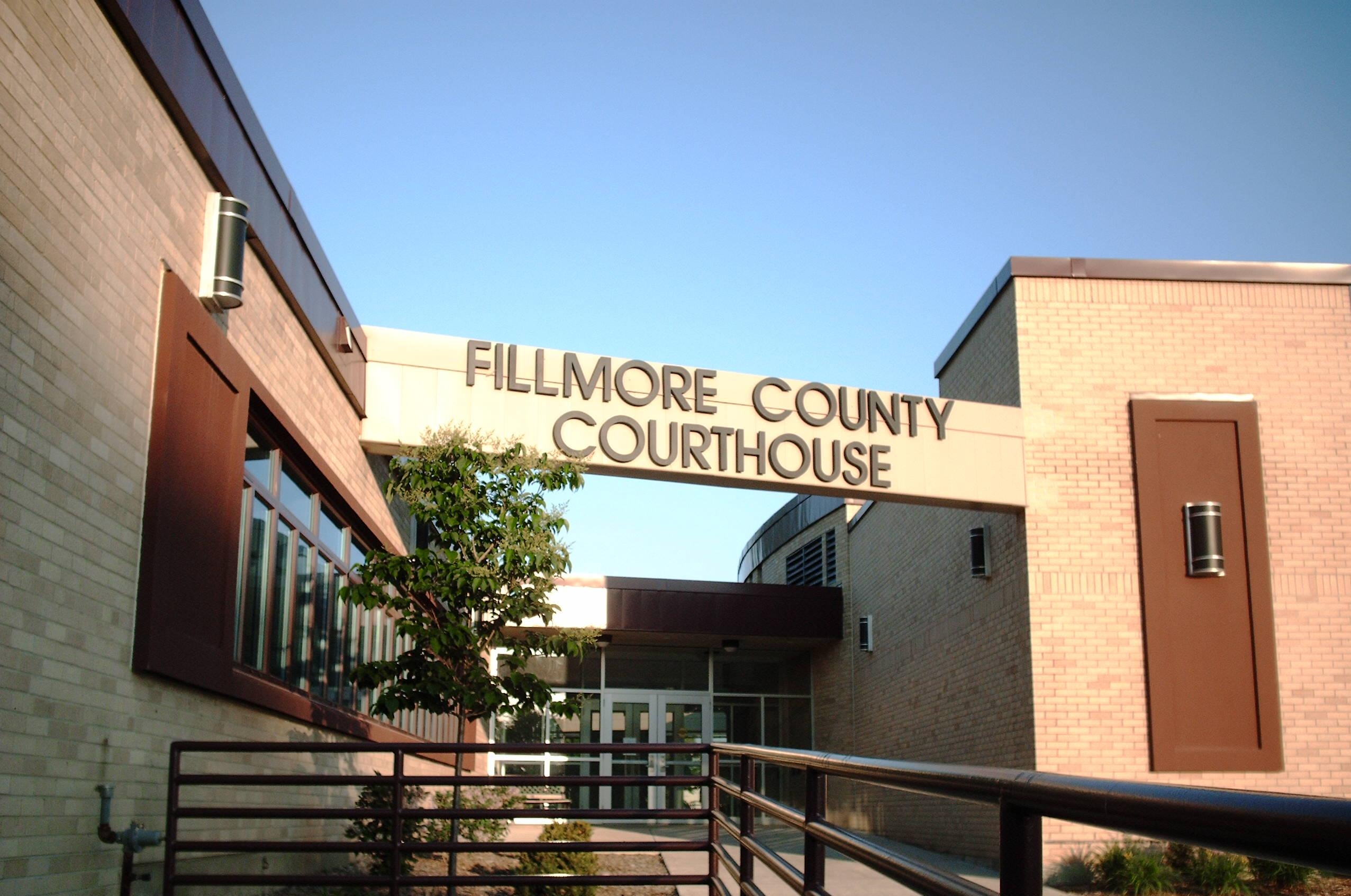
Gmach sądu w Preston

- Canton
- Fountain
- Harmony
- Lanesboro
- Mabel
- Ostrander
- Peterson
- Preston
- Rushford Village
- Rushford
- Spring Valley
- Whalan
- Wykoff